# Теологическая теория происхождения государства
Теологическая теория происхождения государства (от др.-греч. θεός — бог и лат. logos — учение) — религиозная гипотеза происхождения государства.

## Происхождение теории
Одна из первых теорий возникновения государства. Распространение получила во времена феодализма в XIII веке, отдельные элементы идеи зарождались в древних Египте («Поучения Птахотепа», «Книга мертвых», «Поучения гераклеопольского царя своему сыну»), Вавилоне («Законы Хаммурапи»), Индии («Веды», «Упанишады», «Законы Ману») и Китае; в настоящее время является официальной концепцией Ватикана.
В качестве первых авторов отмечают средневекового богослова Августина (монография «О граде Божьем»), Заратустру, Фому Аквинского («О правлении властителей», «Сумма теологии»). В XVIII—XIX веках гипотезу поддерживал философ Жозеф де Местр, Маритен («Интегральный гуманизм», «О политическом праве»).

## Основные идеи
По мнению представителей данной доктрины государство создано Богом наравне с землёй, животными, народами; каждая светская власть образуется от власти церкви, религиозных организаций, при этом народ обязан послушно повиноваться всем приказам государства, мириться с социально-экономическим и правовым неравенством как продолжением божественной воли. Злоупотребления властью преподносятся как испытание подданных со стороны Бога. По концепции государство — продукт божественной воли, практическое воплощение власти Бога на земле, а форма правления предопределена божественным вмешательством. 

Всякая душа да будет покорна высшим властям, ибо нет власти не от Бога, существующие власти от Бога установлены— Послание к Римлянам апостола Павла
Современная католическая церковь поддерживает данную теорию.

## Критика теории
Теологическую концепцию как догмат нельзя доказать или опровергнуть, так как она основывается не на научных доводах, а зависит от религиозного мировоззрения.